# André de Iria
André, bispo de Iria Flávia (em latim: Andreas; Galécia, Reino Suevo, antes de 540—depois de 572) foi um bispo da Diocese de Iria, e signatário do I e II Concílios de Braga.
André terá, presumivelmente, nascido na Galécia.
Muito pouco se sabe sobre a sua vida eclesiástica. Não obstante, é um dos bispos que participa nos dois concílios de Braga, e é signatário dos mesmos.
A sua data de morte é desconhecida, sabendo-se apenas que entre o fim do Segundo Concílio de Braga e o Terceiro Concílio de Toledo, deixa de ser bispo da Diocese de Iria Flavia, tendo assinado como tal no Terceiro Concílio de Toledo o seu sucessor, Domingos. Tal, se poderá ter dado por morte do mesmo, ou pela perseguição aos bispos católicos suevos feita por Leovigildo, que era arianista, após anexação do Reino Suevo.
Este bispo, foi representado por Vigila, no seu Codex Vigilanum (também por vezes referido como Codex Albeldensis), presente com o rei suevo Ariamiro e os bispos Lucrécio e Martinho.